# Haumea
Haumea (uradno (136108) Haumea; simbol: ) je pritlikavi planet v Kuiperjevem pasu.
Odkril ga je José Luis Ortiz Moreno s sodelavci na Inštitutu za astrofiziko pri Observatoriju Sierra Nevada v Španiji. Neodvisno so ga odkrili tudi na Kalifornijskem tehnološkem inštitutu (Caltech) v Pasadeni (ZDA) pod vodstvom Mika Browna. Ima dve luni, poimenovani Hiʻiaka in Namaka.
Oblika Haumee je podolgovata, zelo hitro se vrti (manj kot 4 ure potrebuje za en obrat), ima pa tudi visok albedo (pokrit je z vodnim ledom). Vse to kaže, da je nekaj posebnega med kubevani. Obravnava se ga kot največjega člana družine, ki je verjetno nastala pri trku (družina trka).

## Imenovanje
Preden je bilo objavljeno odkritje so znanstveniki na Kalifornijskem tehnološkem inštitutu dali pritlikavem planetu vzdevek »Božiček«, ker so ga odkrili takoj po Božiču (28. decembra 2004). Na posnetkih so ga opazili že 6. maja 2004. Sprva je bil klasificiran kot asteroid z imenom (136108) 2003 EL61 ali  (136108) 2003 EL61 Brownova skupina je sicer predlagala ime iz havajske mitologije. Po pravilih Mednarodne astronomske zveze (IAU) ima pravico do dodeljevanja imena odkritelj, v tem primeru pa je to bila skupina astronomov iz Španije. Zaradi tega so Španci lahko predlagali ime za centralni asteroid, skupina iz Amerike pa imeni za obe luni.
17. septembra 2008 ga je Mednarodna astronomska zveza preklasificirala v pritlikavi planet in mu dala ime Haumea, njegovima satelitoma pa Hiʻiaka in Namaka.

## Odkritje
Odkritje asteroida so objavili José Luis Ortiz Moreno in njegova sodelavca Francisco José Aceituno Castro in Pablo Santos-Sanz 25. julija 2005. Našli so ga na posnetkih, ki so jih naredili že 7. marca 2003, pozneje pa so ga opazili še na posnetkih iz leta 1955.  Središče za male planete mu je dodelilo začasno oznako 2003 EL61, ker so bili prvi posnetki narejeni že leta 2003. Ko so bili natančno določeni vsi elementi tira, je telo dobilo še številko 136108. 
Skupina na Tehnološkem inštitutu Kalifornije (Caltech), ki so jo sestavljali Michael E. Brown, Chad Trujillo in David Rabinowitz so opazovali telo že pol leta, toda opazovanj niso objavili. Teden dni pred objavo odkritja Ortizove skupine pa so objavili kratko sporočilo o svojih opažanjih. To je vzpodbudilo Brownovo skupino, da je pozneje trdila, da so oni prvi odkrili ta asteroid. Ortizova skupina je res potrdila, da so na internetu našli podatke o opazovanju tega asteroida, vendar jih niso zlorabili. Skupina iz Tehnološkega inštituta Kalifornije o odkritju ni obvestila Centra za male planete, asteroid je samo opazovala. Pravila pa določajo, da mora odkritelj dostaviti dovolj podatkov za natančno določitev tirnice, če hoče veljati za odkritelja. Tega pa Brownova skupina ni naredili in so tako izgubili vse pravice, ki pripadajo prvemu odkritelju.

## Značilnosti
Velikost manjših čezneptunskih teles se določa s pomočjo magnitude in upoštevanja albeda. Pri Haumei je določanje velikosti lažje, ker ima dve luni. Masa se ji lahko določi kar z uporabo tretjega Keplerjevega zakona. Tako določena masa telesa da vrednost za maso okoli 4,2 1021 kg. Haumea se vrti zelo hitro (hitreje kot katerokoli telo večje od 100 km). Zaradi tako hitrega vrtenja je dobila obliko triosnega elipsoida. Na površini kaže velike spremembe v svetlosti, kar je lahko posledica lisaste površine ali pa podolgovate oblike. Njena gostota je med 2,6 in 3,3 g/cm3. To je več kot pri Plutonu (2,0 g/cm3) ali Luni (3,3 g/cm3). Te ocene kažejo na omejitve v velikosti telesa 
Haumea ima približno takšno dolžino kot je premer Plutona (~ 1.200 km), njena krajša os pa ima dolžino približno polovice premera Plutona. Je ena izmed največjih čezneptunskih teles. Po velikosti je takoj za Erido in Plutonom ter verjetno tudi za pritlikavim planetom Makemake. Večja je od Sedne, Orka in Kvaoarja. Njena kratka vrtilna doba je verjetno posledica močnega trka z neznanim nebesnim telesom zaradi katerega sta nastali tudi luni.
Površina je prekrita z vodnim ledom v kristalni obliki, podobno kot površina Plutonove lune Haron . Mnogo čezneptunskih teles je prekritih z vodnim ledom, vendar je običajno ta v obliki amorfnega ledu. Kristalni led je nestabilen v obdobju 10 milijonov let pod pogoji, ki vladajo v Kuiperjevem pasu. To kaže na to, da se površina obnavlja. Albedo ima takšno vrednost kot, da bi bil na površini čisti led (0,7). Samo Erida ima večji albedo (0,86)

## Tirnica
Haumeo prištevamo med klasična čezneptunska telesa, ki imajo tirnico značilno za kubevane. Perihelij imajo blizu 35 a.e. in tirnico močno nagnjeno. Na diagramu je tirnica prikazana z rumeno bravo (Pluton z rdečo in Neptun s sivo) Svetlejši del tirnice je nad ekliptiko, temnejši pod njo. Tirnica Neptuna je prikazana samo zato, da vidimo približno ravnino ekliptike. Označena sta tudi trenutna položaja Haumee in Plutona. Pritlikavi planet je prešel afelij (odsončje) (označeno s Q) leta 1991, v periheliju (prisončje) pa bo šele leta 2133.

## Lune
Haumea ima dva naravna satelita (luni). Prvi (večji) je dobil ime Hiʻiaka, drugi pa Namaka.

### Hiʻiaka
Luna Hiʻiaka je imela najprej začasno ime S/2000 (2003 EL61) 1, pozneje (po dodelitvi zaporedne številke odkritja asteroida) pa je dobila oznako S/2005 (136108) 1. Skupina na Tehnološkem inštitutu Kalifornije (Caltech) ji je dala vzdevek »Rudolf«.

Bila je prvi odkriti satelit, ki kroži okoli Haumee. Obkroži jo v 49,12 ± 0,03 dneh, njegova velika polos je 49.500 ± 400 km, izsrednost pa 0,050 ± 0,003. Premer ima okoli 320 km.Močna absorbcija pri 1,5 in 2 μ v infrardečem delu spektra kaže na to, da je površina lune prekrita z vodnim ledom 

V letu 1999 je nastopila okultacija te lune in osrednjega telesa, naslednja pa bo šele leta 2138.

### Namaka
Luna Namaka je imela najprej začasno ime S/2000 (2003 EL61) 2, pozneje pa je dobila oznako S/2005 (136108) 2. Skupina na Tehnološkem inštitutu Kalifornije (Caltech) ji je dala  vzdevek »Blitzen« ).

Njeno odkritje je bilo objavljeno 29. novembra 2005. Od Haumee je oddaljena 39.300 km, obkroži pa jo v 34,7 ± 0,1 dnevih, njena tirnica pa je nagnjena na tirnico večje lune za 39 ± 6 °. Iz svetlosti ocenjen premer je okoli 170 km.

## Nastanek družine asteroidov zaradi trka
Haumea je največji član družine, ki je nastala s trkom predhodnika asteroida z neznanim nebesnim telesom. Pri takšnem trku nastanejo manjša telesa, ki imajo podobne elemente tirnice in podobne fizikalne in kemične lastnosti. Družina asteroidov, ki nastane s trkom, je podobna ostalim družinam asteroidov .
Družina, ki ji pripada Haumea, vsebuje še 2002 TX300, (24835) 1995 SM55, (19308) 1996TO66,  (120178) 2003 OP32 in (145453) 2005 RR43. Razpršenost lastnih elementov tira (5 % v velikih poloseh, 1,4° pri naklonih tira in 0,08 pri izsrednostih) je zelo majhna. Na diagramu na desni strani so prikazani elementi tira za družino asteroida (136108) 2003 EL61 (v zeleni barvi) v primerjavi z drugini čezneptunskimi telesi. Predhodno telo je verjetno imelo premer okoli 1660 km, gostoto okoli 2,0 g/cm3 (podobno kot Pluton in Erida). Pri trku je Haumea izgubila okoli 20 % mase (v glavnem vode) in je postal v povprečju gostejši.
Sedanji elementi tirnic ne kažejo, da je bil edini vzrok za nastanek družine močan trk med nebesnimi telesi. Da bi lahko razložili razpršenost elementov tirnic, bi bila potrebna začetna hitrost okoli 400 m/s. Tako velika hitrost pa bi razpršila nastala telesa na večje razdalje. To velja samo za Haumeo, ostalim članom družine bi zadostovala že hitrost okoli 140 m/s. Verjetno je imela Haumea že začetne elemente tira zelo blizu elementom ostalih članov. Ob trku pa so se spremenili. Za razliko od ostalih članov družine, je Haumea v kaotični tirnici, ki je zelo blizu orbitalni resonanci 7 : 12 z Neptunom, kar je povečalo izsrednost Haumee na sedanjo vrednost.